# North Melbourne Football Club

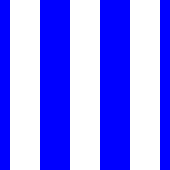
Símbolo de los Kangaroos de North Melbourne de la AFL.

North Melbourne Football Club, apodados the Kangaroos, es un equipo de fútbol australiano profesional, que juega en la Australian Football League. Su sede se encuentra en el norte de la ciudad de Melbourne, y juega en el Etihad Stadium.

## Historia
El conjunto se creó en 1869 con orígenes en el equipo de críquet del suburbio. Comenzó a jugar como equipo junior en las competiciones locales de Victoria, y en 1877 entró a formar parte de la VFA, primera liga del estado. Cuando la VFL se creó en 1897, North Melbourne fue rechazada como miembro debido a que no había ganado ningún título y se veía como una amenaza para el seguimiento de otros equipos del norte de la ciudad. Por ello, el equipo trató de mejorar su juego y, tras varios segundos puestos al término del siglo XIX, la franquicia consiguió su primer título de liga en 1903. Su solicitud de ingreso a la VFL volvió a ser rechazada en 1907, pero no se desanimaron y durante la década de 1910 se convirtió en una potencia del torneo local.
Finalmente, en 1925 ingresa como equipo de expansión junto con Footscray y Hawthorn, con la condición de que cambiase los colores de su equipación, pasando al azul y blanco, y que cediera parte de sus instalaciones a Essendon, situado a pocos metros. La progresión del equipo fue lenta, hasta que en 1949 consiguió quedar en primer lugar de la liga regular. En 1950 pasaron a tomar el apodo de Kangaroos (canguros). La franquicia permaneció en un segundo plano de la liga hasta la década de 1970, cuando logran sus dos primeros campeonatos (1975 y 1977). Repetirían éxito en los años 1990, con otros dos trofeos en 1996 y 1999.
En la actualidad, el equipo ha sonado como candidato para un posible traslado hacia la Costa de Oro, aunque esta posibilidad ha sido rechazada por la dirección de los Kangaroos.

## Estadio
Melbourne juega sus partidos como local en Etihad Stadium, con capacidad para 56.000 personas.
Su campo tradicional fue Arden Street Oval, con capacidad para 15.000 espectadores y aunque dejó de emplearse como campo principal en 1985 sigue usándose como campo de entrenamiento y sede. Por otra parte, desde 2007 los Kangaroos han jugado algunos partidos de exhibición en el Carrara Stadium de Costa de Oro.

## Palmarés
- VFL/AFL: 4 (1975, 1977, 1996, 1999)
- Victorian Football Association: 6 (1903, 1904, 1910, 1914, 1915, 1918)
- Trofeo McClelland: 4 (1976, 1978, 1983, 1998)
- Liga regular: 4 (1949, 1978, 1983, 1998)